# غراهام ريد (كاتب)
غراهام ريد (بالإنجليزية: Graham Reid)‏ هو كاتب بريطاني، ولد في 1945.